# Thomas Royds
Thomas Royds, 11 avril 1884 - 1er mai 1955, est un physicien anglais qui a travaillé avec Ernest Rutherford sur l'identification du rayonnement alpha avec le noyau de l'atome d'hélium, et qui fut directeur de l'observatoire solaire de Kodaikanal.

## Biographie
Thomas Royds est né le 11 avril 1884 à Moorside (en), près d'Oldham, Lancashire, Royaume-Uni. Il était le troisième fils d'Edmund Royds et de Mary Butterworth. Son père était fileur de coton et sa mère tisserande. Son frère aîné, Robert Royds, qui avait six ans de plus que lui, est devenu ingénieur et a écrit des livres sur la mesure de la température et sur la conception des locomotives à vapeur.
En 1897, il est entré à l'Oldham Waterloo Secondary School et en 1903, il a été King's Scholar (en) à Owen's College de l'Université de Manchester pendant trois ans, étudiant à la Honors School of Physics, dirigée par Arthur Schuster.
En 1906, il a obtenu un Bachelor of Science avec spécialisation en physique et est resté à Manchester pour faire des recherches en spectroscopie, en particulier sur la constitution de l'étincelle électrique. De 1907 à 1909, il a travaillé avec Ernest Rutherford (plus tard Lord Rutherford, le père de la physique nucléaire) sur le spectre du radon et, plus important encore, sur l'identification de la particule alpha avec le noyau de l'atome d'hélium, dans ce qu'on appelle The Beautiful Experiment. Rutherford et Royds ont publié des articles en commun.
De 1909 à 1911, en tant que membre du 1851 Research Fellowships (en) pour l'Exposition universelle de 1851, il a travaillé sous la direction du professeur Friedrich Paschen à l'université de Tübingen, en Allemagne, sur des recherches spectroscopiques principalement dans l'infrarouge, et ensuite avec le professeur Heinrich Rubens à Berlin sur le Reststrahlen effect (en).
À l'Université de Manchester en 1911, il a obtenu son diplôme de Doctor of Science en physique décerné pour ses travaux de recherche. La même année, il est nommé directeur adjoint de l'observatoire de physique solaire de Kodaikanal, dans le sud de l'Inde, où il travaille en collaboration avec le directeur, John Evershed. Tous deux ont étudié le déplacement des raies dans le spectre du soleil, attirant l'attention sur la signification et l'interprétation des déplacements négatifs, c'est-à-dire vers le violet. Entre 1913 et 1937, il a produit 49 articles de recherche publiés à l'observatoire de Kodaikanal. D'autres, comme celui prouvant la présence d'oxygène dans la chromosphère du soleil, sont parus dans des revues scientifiques comme Nature. Il a été nommé directeur de Kodaikanal lorsque Evershed a pris sa retraite en 1922.
En 1928, des conditions d'observation exceptionnelles lui permettent de photographier une proéminence plus élevée que d'habitude à la surface du soleil. Il a également photographié la plus brillante et la plus grande éruption d'hydrogène solaire à cette date. 
L'année suivante, Thomas Royds et le professeur F. J. M. Stratton (en) de Gonville and Caius College, Cambridge, dirigèrent l'expédition éclipse au Siam (en) (aujourd'hui la Thaïlande), pour photographier une éclipse solaire totale. Mais les nuages ont empêché presque toutes les observations. En 1936, il a exercé les fonctions de directeur général des observatoires en Inde pendant un an. Cela impliquait la responsabilité du Service météorologique indien. Plus tard cette année-là, Royds et Stratton ont mené une expédition solaire à Hokkaidō, au Japon, principalement pour étudier comment les longueurs d'onde sur différentes parties du disque solaire étaient affectées par la lumière diffusée provenant d'autres parties du disque. Leurs travaux ont également confirmé la théorie d'Einstein selon laquelle les longueurs d'onde des raies dans le spectre du soleil s'écarteraient légèrement des mêmes raies dans les laboratoires terrestres. Cette expédition fut un succès complet.
Il rentre en Angleterre en 1937 et deux ans plus tard, il prend sa retraite. L'année suivante, le poste de professeur d'astronomie et directeur de l'Observatoire de l'Université d'Istanbul (en), en Turquie, est devenu vacant à la suite du décès du titulaire allemand. Soucieux d'y accroître l'influence britannique, le British Council a exhorté Thomas Royds à postuler. Il a été accepté. Il avait alors 58 ans et le voyage, en temps de guerre, fut long et pénible : il devait faire le tour de l'Afrique jusqu'au Caire, et de là en bateau jusqu'à Istanbul. Au premier trimestre, il a donné ses cours en français, mais au deuxième trimestre, il a pu les donner en turc.
Lorsque son contrat avec l'Université d'Istanbul prend fin à l'automne 1947, il retourne en Angleterre, où il passe ses dernières années. Il meurt d'une hémorragie cérébrale le 1er mai 1955 à Southport.

## Distinctions
- Il était fellow of the Royal Astronomical Society[5]